# いれずみ判官

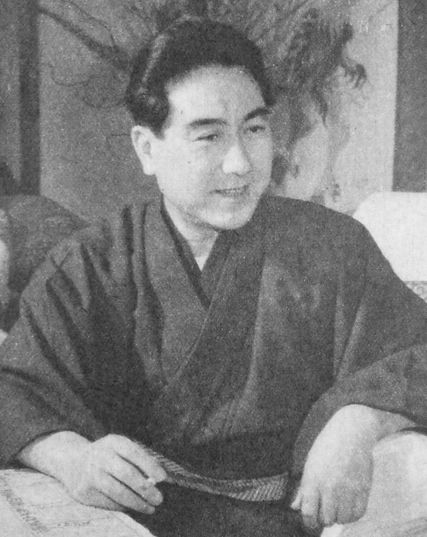
片岡千恵蔵(1953年)

『いれずみ判官』（いれずみはんかん）は、時代劇スターの片岡千恵蔵が主演した東横映画・東映が製作した時代劇の映画シリーズである。片岡千恵蔵が東横から東映で、遠山金四郎を演じた作品群がシリーズに該当する。いれずみ判官のタイトルの由来は1作目の『いれずみ判官 桜花乱舞の巻』に由来している。また片岡千恵蔵の「遠山金四郎シリーズ」や「千恵蔵の金さん」などと呼ばれることがある。
片岡千恵蔵の主演で、1950年（昭和25年） - 1962年（昭和37年）までの11年間に東映で全18作が制作された。片岡千恵蔵の十八番とも呼ばれる戦後の代表作シリーズの一つになった。
また、時代小説家の陣出達朗が原作で計10作にわたり参加している部分も特徴である。
片岡千恵蔵は、戦前の1938年の『弥次㐂夛道中記』（日活京都）にて遠山金四郎を主演で演じており、いれずみ判官シリーズと合わせると24年間で生涯19作となる。
1965年には鶴田浩二主演によるリメイク『いれずみ判官』が公開されている。
のちに東映製作の1970年『遠山の金さん捕物帳』（中村梅之助主演）や1975年『遠山の金さん』（杉良太郎主演）などの遠山金四郎を主演にしたテレビ時代劇シリーズが、2007年までの長年にわたり、さまざまな俳優によって制作されている。

## いれずみ判官シリーズ作品リスト
|    | 題名                      | 製作年        | 撮影所                 | 色     | 監督               | 脚本                | 主演       | 共演 | 備考 |
| -- | ------------------------- | ------------- | ---------------------- | ------ | ------------------ | ------------------- | ---------- | --- | --- |
| 1  | いれずみ判官 桜花乱舞の巻 | 昭和25 (1950) | 東横映画               | 白黒   | 渡辺邦男           | 八住利雄・ 渡辺邦男 | 片岡千恵蔵 | 花柳小菊・月形龍之介・大友柳太郎・進藤英太郎 ・沢村国太郎                                                                                          | 前後作の前編として制作された。原作は郷田悳 |
| 2  | いれずみ判官 落花対決の巻 | 昭和25 (1950) | 〃                     | 〃     | 〃                 | 〃                  | 〃         | 花柳小菊・月形龍之介・大友柳太朗・進藤英太郎・沢村国太郎                                                                                           | 『いれずみ判官 桜花乱舞の巻』の後編として制作された。                                                                                                |
| 3  | 女賊と判官                | 昭和26 (1951) | 〃                     | 〃     | マキノ雅弘・萩原遼 | 民門敏雄・村松道平  | 〃         | 宮城千賀子・喜多川千鶴・高田浩吉・逢初夢子 ・香川良介                                                                                              | 脚本家の小国英雄が原案である。 |
| 4  | お馴染み判官 あばれ神輿   | 〃            | エノケンプロ＝東映京都 | 〃     | 萩原遼             | 民門敏雄            | 〃         | 榎本健一・花柳小菊・香川良介・原健作・中村是好・水野浩                                                                                             | 榎本健一のエノケンプロと東映での共同で制作された東映の最初の作品で小国英雄が原案である。原作なし。                                                   |
| 5  | 飛びっちょ判官            | 昭和27 (1952) | 東映京都               | 〃     | 渡辺邦男           | 渡辺邦男            | 〃         | 花柳小菊・大友柳太朗・阿井三千子・伴淳三郎・大谷日出夫                                                                                             | 原作は子母沢寛であり、東映京都だけでの制作は初の作品。                                                                                               |
| 6  | 血ざくら判官              | 昭和29 (1954) | 〃                     | 〃     | 〃                 | 〃                  | 〃         | 三浦光子・千原しのぶ・清川虹子・進藤英太郎 ・杉狂児                                                                                                | 原作はなし |
| 7  | 勢ぞろい喧嘩若衆          | 昭和30 (1955) | 〃                     | 〃     | 佐伯清             | 村松道平            | 〃         | 中村錦之助・東千代之介・大友柳太朗・高千穂ひづる・堀雄二・星美智子・                                                                               | 川口松太郎の原作である。千恵蔵の後輩の時代劇主演スター中村錦之助と東千代之介が出演している。                                                         |
| 8  | 喧嘩奉行                  | 〃            | 〃                     | 〃     | 佐々木康           | 比佐芳武            | 〃         | 高千穂ひづる・月形龍之介・ 薄田研二・片岡栄二郎・ 加賀邦男・ 龍崎一郎・浦里はるみ・ 植木千恵・ 原健策・ 香川良介 ・清川荘司・ 渡辺篤               | 時代小説家の陣出達朗がシリーズに原作で初参加を果たす。千恵蔵の娘・植木千恵が初出演。                                                                 |
| 9  | 荒獅子判官                | 〃            | 〃                     | 〃     | 〃                 | 浪江浩              | 〃         | 千原しのぶ 浦里はるみ 入江たか子・小杉勇・進藤英太郎・岡譲司・片岡栄二郎・植木千恵・沢田清・渡辺篤・佐々木孝丸・吉田義夫                           | 陣出達朗2作目。戦前に千恵蔵と噂があった入江たか子が初出演。                                                                                          |
| 10 | 長脇差奉行                | 昭和31 (1956) | 〃                     | 〃     | 小沢茂弘           | 〃                  | 〃         | 千原しのぶ・植木千恵・浦里はるみ・片岡栄二郎・花柳徳兵衛・進藤英太郎・海江田譲二三島雅夫・江原真二郎                                               | 構成は比佐芳武が務めている。陣出達朗3作目。 |
| 11 | 海賊奉行                  | 昭和32 (1957) | 〃                     | 〃     | 深田金之助         | 高岩肇              | 〃         | 薄田研二・片岡栄二郎・入江たか子・進藤英太郎・阿部九州男・山形勲・長谷川裕見子・田代百合子・浦里はるみ・加賀邦男・香川良介・荒木忍                 | 深田金之助監督の参加1作目。陣出達朗4作目。 |
| 12 | はやぶさ奉行              | 昭和32 (1957) | 〃                     | カラー | 〃                 | 〃                  | 〃         | 大川橋蔵・大河内伝次郎・千原しのぶ・花柳小菊・植木千恵・岡田敏子・片岡栄二郎・沢田清・香川良介・進藤英太郎・市川小太夫・柳永二郎・岡譲司           | 千恵蔵の後輩の主演スターである大川橋蔵がねずみ小僧役で出演している。陣出達朗5作目。                                                                  |
| 13 | 火の玉奉行                | 昭和33 (1958) | 〃                     | 〃     | 〃                 | 結束信二            | 〃         | 江原真二郎・月形龍之介・雪代敬子・桜町弘子・植木千恵・浦里はるみ・薄田研二・原健策・市川小太夫・トニー谷・花柳徳兵衛・柳永二郎                     | 深田金之助監督の最後の参加作。陣出達朗6作目。 |
| 14 | たつまき奉行              | 昭和34 (1959) | 〃                     | 〃     | マキノ雅弘         | 鈴木兵吾            | 〃         | 東千代之介・喜多川千鶴・山村聡・佐久間良子・月形龍之介・柳永二郎                                                                                   | 千恵蔵と戦前からコンビ作が多いマキノ雅弘監督が単独で参加。陣出達朗7作目。                                                                            |
| 15 | 江戸っ子判官とふり袖小僧  | 昭和34 (1959) | 〃                     | 〃     | 沢島忠             | 鷹沢和善            | 〃         | 美空ひばり・月形龍之介・喜多川千鶴・雪代敬子・花園ひろみ・加賀邦男・片岡栄二郎・徳大寺伸・阿部九州男・田中春男                                     | 美空ひばりがヒロイン役でシリーズ初参加し、ひばりとコンビ作が多かった沢島忠が監督。原作なし。                                                         |
| 16 | 御存じいれずみ判官        | 昭和35 (1960) | 〃                     | 〃     | 佐々木康           | 高岩肇              | 〃         | 丘さとみ・木暮実千代・月形龍之介・薄田研二・山形勲・進藤英太郎・千秋実・片岡栄二郎・徳大寺伸・加賀邦男・宇佐美淳也・阿部九州男・尾上鯉之助・北竜二 | 陣出達朗8作目。 |
| 17 | さいころ奉行              | 昭和36 (1961) | 〃                     | 〃     | 内出好吉           | 松浦健郎            | 〃         | 東千代之介・青山京子・丘さとみ・黒川弥太郎・伏見扇太郎・進藤英太郎・北竜二・香川良介・原健策・花房錦一・片岡栄二郎・阿部九洲男                     | 千恵蔵が遠山金四郎と、いぶしの銀次の2役を演じている。陣出達朗9作目。                                                                                 |
| 18 | さくら判官                | 昭和37 (1962) | 〃                     | 〃     | 小沢茂弘           | 直居欽哉            | 〃         | 鶴田浩二・水谷良重・薄田研二・柳永二郎・山形勲・伊藤雄之助・三原有美子                                                                             | 千恵蔵の遠山金四郎の最後の作品。東宝から移籍してきた現代劇のスター鶴田浩二が松平直之介役でゲスト出演している。また陣出達朗が通算10作目の原作でラスト |